# Timbre contraceptif

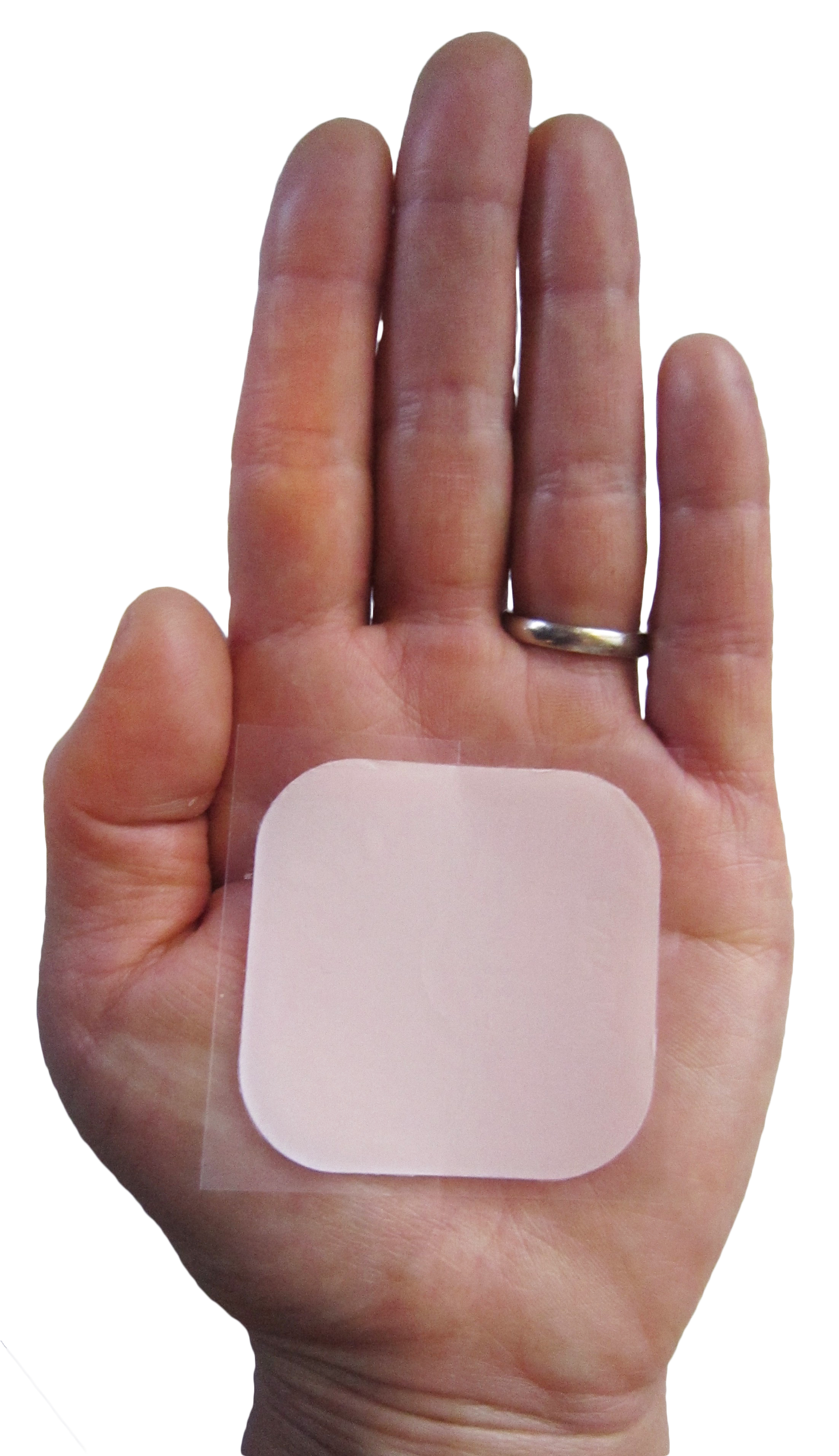
Un patch contraceptif

Le timbre ou patch contraceptif est un moyen de contraception féminin qui diffuse des hormones œstroprogestatives par voie transdermique.

## Mode d'action
Les hormones sont diffusées à travers la peau vers le système sanguin. Comme pour les autres méthodes de contraception œstroprogestatives, le patch bloque l'ovulation et suspend le cycle menstruel. Ses autres effets sont la modification de la glaire cervicale, qui devient moins perméable aux spermatozoïdes, et la modification de l'endomètre, qui ne permet alors plus la nidation.
Il dispose d'une efficacité similaire à celle de la pilule combinée et peut être assimilé à une pilule de troisième génération.

## Administration
Le patch contraceptif est adhésif et se présente sous la forme d'un carré d'environ 4 cm de côté. Il s'applique sur la peau, préférentiellement sur le torse (à l'exception des seins), l’abdomen, la fesse ou la face externe du bras (deltoïde). Une fois appliqué, le patch diffuse la dose d'hormones nécessaire au blocage de l'ovulation pendant une semaine puis doit être changé,. Traditionnellement, le patch peut être appliqué trois semaines sur quatre, pour obtenir la quatrième semaine des hémorragies de privation. Il peut également, comme la pilule combinée, être administré en continu sans interruption afin d'éviter la survenue de saignements. La protection apportée est optimale à partir d'une semaine après le début de l'application.
Il est suggéré de changer de site d'application d'un patch au suivant pour éviter les irritations cutanées,.

## Avantages et inconvénients
Le timbre contraceptif n'est pas un dispositif invasif et il permet de réguler le cycle et le flux menstruel. Il présente l'avantage de n'être appliqué qu'une fois par semaine, ce qui facilite la compliance par rapport à une pilule prise quotidiennement. Le fait d'être visible à la surface de la peau permet de vérifier son application. Grâce à son application transdermique, les hormones délivrées ne sont pas métabolisées par le foie et ne subissent pas de dégradation enzymatique du système digestif. Elles ne provoquent pas un pic après la prise.
Le fait que le patch soit visible peut aussi être vu comme un inconvénient. Dans 1 à 2 % des cas, le patch peut se décoller et il doit être remplacé ; il est aussi possible que des irritations cutanées surviennent à l'endroit où le timbre est apposé. Les timbres doivent être stockés à température ambiante. Il n'existe pas de générique et c'est une méthode de contraception qui peut être coûteuse. Le timbre contraceptif ne protège pas des infections sexuellement transmissibles. C'est une méthode de contraception contrôlée par la femme, qui peut être arrêtée à tout moment. Cependant, n'étant pas remboursé en France, son coût parfois élevé peut être un obstacle à son utilisation (une boîte de 3 patchs coûte environ 15 euros pour un mois).

## Délivrance
En France, tout comme les autres méthodes de contraceptions hormonales, les timbres contraceptifs ne peuvent être délivrés que sur ordonnance d'un médecin ou d'une sage-femme. Les patchs ne sont pas remboursés par la Sécurité sociale.

## Contre-indications et effets secondaires
Les contre-indications et les effets secondaires sont les mêmes que pour la pilule combinée (pilules œstroprogestatives). Le patch est ainsi déconseillé aux femmes âgées de plus de 35 ans
Les principales contre-indications sont  :
- une hypertension artérielle sévère ;
- des antécédent personnel d'accidents thromboemboliques (phlébite, embolie pulmonaire...) ;
- des affections cardio-vasculaires ;
- un cancer du sein.

Parmi les effets secondaires possibles les plus courants, figurent une réaction cutanée sur le site d'application du patch, un inconfort au niveau des seins, des nausées et des maux de tête.